# Harold E. Varmus
Harold Elliot Varmus (rođen 18. prosinca, 1939.) je američki znanstvenik koji je 1989.g. podijelio Nobelovu nagradu za fiziologiju ili medicinu s J. Michael Bishopom, za njihovo otkriće staničnog porijekla retrovirusnih onkogena. 
Bishop i Vermus su u svojim istraživanjima koristili onkogene viruse (do tada se je smatralo da su onkogeni dio virusnog genetičkog materijala i da njihova prisutstvo u stanici može uzrokovati malignu preobrazbu stanice) kako bi utvrdili onkogene koji kontroliraju rast normalnih stanica. Godine 1976.g. su objavili iznenađujući zaključak da onkogeni u virusu ne predstavljaju izvorne virusne gene, nego su normalni stanični geni, koje onkogeni virus stekne za vrijeme replikacije u domaćinskoj stanici i dalje ih "nosi sa sobom". 
Njihovo otkriće dovelo je do razumijevanja kako nastaju maligni tumori iz stanica s normalnim genima. Promjene na onkogenima u normalnim stanicama koje uzrokuju nastanak malignog tumora, mogu proizvesti virusi, zračenja ili izlaganje nekim kemijskim spojevima.

## Vanjske poveznice
- Nobelova nagrada - autobiografija  Arhivirana inačica izvorne stranice od 12. lipnja 2008. (Wayback Machine) (engl.)